# Louis Beguin-Billecocq
Pour les articles homonymes, voir Beguin-Billecocq.
 (décembre 2020).
Louis-Marie-Léonor Beguin-Billecocq, né le 3 juin 1865 à Paris 6e et mort le 1er avril 1957 à Nemours, est un entomologiste amateur et un attaché au bureau du cabinet du ministère des affaires étrangères.

## Famille
Né à Paris 6e le 3 juin 1865 et mort à Nemours  le 1er avril 1957, il est le fils de Théophile Beguin-Billecocq et de Marie-Amélie Billecocq.
Il épouse à Paris VIe le 18 février 1892 Clotilde Millon de Montherlant (1870-1944), fille de Frédéric-François Millon de Montherlant (1835-1898), chef de service au ministère des Finances, et d'Élisabeth Bessirard de La Touche. Elle est la tante d'Henry de Montherlant, dont il devint le tuteur lorsque les parents de celui-ci moururent prématurément. Ils n'eurent pas d'enfants.

## Carrière
Licencié en droit, il est nommé en 1885 attaché au bureau du cabinet du ministre des Affaires étrangères à la division des fonds et de la comptabilité, puis en 1887 au bureau du chiffre.
En 1903, il fait partie comme chargé de mission) des accompagnants du président Émile Loubet et du ministre des affaires étrangères en voyage officiel en Algérie française et en Tunisie. Il écrivit à cette occasion un récit intitulé "Trois semaines en Algérie et en Tunisie à la suite du Président de la République et du ministre des Affaires étrangères".
En 1917, il obtint sa mise à la retraite en tant que secrétaire d'ambassade honoraire. 
Entomologiste amateur, il a décrit plusieurs espèces de coléoptères qui portent son nom et constitua une collection qu'il légua au musée de Nemours. Il a écrit plusieurs opuscules et des études sur les insectes et fut membre correspondant de l'Institut de France et de plusieurs sociétés savantes d'entomologie, notamment la Société entomologique de France.

## Décorations
- Chevalier de la Légion d'honneur (1904)
- Officier d'académie (1896)
- Chevalier de l'ordre du Mérite agricole